# Sørkedalen
Sørkedalen er en dal mod nordvest i Oslo kommune. Dalen ligger mellem Voksenåsen og Tryvannshøgda i øst og Venneråsen i vest. Det meste af dalen hører til Nordmarka. En mindre del ligger i bydelen Vestre Aker.
Selvom dalen ligger nær Oslo, så har området et landligt præg. Der er tale om et bygdesamfund med landbrug, egen kirke og egen skole. Dalen er et yndet udflugtsmål for skiløbere og ryttere.
60°00′57″N 10°36′39″Ø / 60.01583°N 10.61083°Ø